# Keezhapavur
Keezhapavur (o Kilapavur) è una suddivisione dell'India, classificata come town panchayat, di 19.958 abitanti, situata nel distretto di Tirunelveli, nello stato federato del Tamil Nadu. In base al numero di abitanti la città rientra nella classe IV (da 10.000 a 19.999 persone).

## Geografia fisica
La città è situata a 08° 54' 58 N e 77° 25' 21 E.

## Società

### Evoluzione demografica
Al censimento del 2001 la popolazione di Keezhapavur assommava a 19.958 persone, delle quali 9.881 maschi e 10.077 femmine. I bambini di età inferiore o uguale ai sei anni assommavano a 2.313, dei quali 1.193 maschi e 1.120 femmine. Infine, coloro che erano in grado di saper almeno leggere e scrivere erano 13.300, dei quali 7.533 maschi e 5.767 femmine.